# Rhyacophila nanpingensis
Rhyacophila nanpingensis is een schietmot uit de
familie Rhyacophilidae. De soort komt voor in het Oriëntaals gebied.